# Møn Amt
Møns Amt blev oprettet i 1662 af det tidligere Stegehus Len. Amtet bestod af øerne Møn og (fra 1689) Bogø, svarende til Mønbo Herred. Amtet blev nedlagt ved reformen af 1793, men indgik først fra 1803 i Præstø Amt.
Øen Bogø hørte til Nykøbing Amt frem til 1689, derefter til Møns Amt.

## Amtmænd
- 1657-1662: Peder Reedtz
- 1662-1664: Alexander Pedersen Rumohr (konstitueret)
- 1664-1671: Jørgen Reedtz
- 1671-1685: Otto Krabbe
- 1685-1697: Samuel Christoph von Plessen
- 1698-1703: Christian Siegfried von Plessen
- 1703-1728: Caspar Gottlob Moltke
- 1728-1730: Johan Folkmar Tobias Hoffmann
- 1731-1733: Christopher Ulrik Lützow
- 1734-1747: Christopher Sigismund von Galkowsky
- 1747-1773: Frederik Christian von Møsting
- 1773-1783: Christopher Georg von Wallmoden
- 1783-1803: Antoine de Bosc de la Calmette